# ويكيبيديا تاميلية
ويكيبيديا تاميلية (بالتاميلية:தமிழ் விக்கிப்பீடியா) هي الإصدار باللغة التاميلية من موسوعة ويكيبيديا تاريخ إطلاقها كان في سبتمبر 2003 . وتجاوزت 91000 مقالة في مارس 2017. اعتبارًا من 1 يوليو 2020، تحتل ويكيبيديا التاميلية المرتبة 61 من حيث عدد المقالات، وتعد ثاني أكبر ويكيبيديا هندية حسب عدد المقالات. كما أنها أول ويكيبيديا درافيدية تصل إلى 10000 مقالة. تجاوزت 100000 مقال في مايو 2017.

## الأهمية الثقافية
على عكس النقد الأكاديمي الشائع لـويكيبيديا في الدول الغربية، يُنظر إلى ويكيبيديا التاميلية على نطاق واسع أنها مصدر مهم للمعلومات باللغة التاميلية على الإنترنت. تقل عمليات التخريب في الموسوعة بالمقارنة مع مشاريع ويكيبيديا الأكبر، ويرجع ذلك لأن المشروع بطئ النمو، ويرجع ذلك أساسًا إلى عدم وجود أجهزة كمبيوتر أو خدمات إنترنت في المناطق الريفية في ولاية تاميل نادو وسريلانكا. يأتي معظم تطوير المشروع من الشتات التاميل في الخارج.
في أبريل 2010، عقد مؤتمر لإنشاء مسابقة لطلاب الجامعات في ولاية تاميل نادو بالهند لزيادة المحتوى على موقع ويكيبيديا التاميلية. مع تسجيل أكثر من 2000 متسابق، اختتمت المسابقة بإنشاء 1200 مقالة جديدة تمت مراجعتها أكاديميًا في مواضيع مختلفة.
في سبتمبر 2013، احتفلت ويكيبيديا التاميلية بالذكرى العاشرة لتأسيسها.

## مسار التقدم
- وصل عدد المقالات في 20 أكتوبر 2006 إلى 5,000 مقالة.
- 16 سبتمبر 2010 ، عدد المقالات 24,360.

## الإحصائيات
| عدد المستخدمين المسجلين | عدد المستخدمين النشيطين | عدد المقالات | صفحات المحتوى | عدد التعديلات | عدد الملفات المرفوعة | عدد الإداريين |
| ----------------------- | ----------------------- | ------------ | ------------- | ------------- | -------------------- | ------------- |
| 243٬578                 | 301                     | 174٬089      | 595٬276       | 4٬264٬867     | 9٬262                | 32            |